# Olof Fur
Olof Fur var skarprättare i Stockholm mellan 1507 och 1510. 
Olof Fur var en återfallsförbrytare som flera gånger anklagats för stöld och han dömdes slutligen till döden. Han benådades med förutsättningen att han antog uppdraget som stadens bödel. Fur märktes med att få sina båda öron avskurna innan han skulle avrätta sin föregångare med svärd, vilket verkställdes i februari 1507. Detta omnämns i Stockholms stads tänkeböcker.